# Salvador Gutiérrez Ordóñez
Salvador Gutiérrez Ordóñez (Taballes, Bimenes, Astúries, 1948) és un lingüista espanyol, catedràtic de Lingüística General de la Universitat de Lleó i membre de la Reial Acadèmia Espanyola (RAE).

## Biografia
Doctor en Filologia Hispànica per la Universitat d'Oviedo. La seva tesi doctoral va tractar sobre la Semàntica. A través d'una beca de la Fundació Juan March va ampliar estudis a París amb importants lingüistes francesos com Bernard Pottier i Oswald Ducrot o semiòlegs com Algirdas Julius Greimas.
Torna a la Universitat d'Oviedo on fes classes fins que aconsegueix una plaça per oposició a la Universitat de Saragossa el 1981 i a la Universitat de Lleó el 1983 on és catedràtic des de llavors. Entre 1985 i 1993 va ser degà de la Facultat de Filosofia i Lletres i de 1993 a 2002 va dirigir el Departament de Filologia Hispànica de la mateixa universitat.
Va ser deixeble i continuador de l'Escola de Gramàtica de Emilio Alarcos Llorach (director també de la seva tesi doctoral), que continua dirigint en la Universitat Internacional Menéndez Pelayo de Santander (UIMP).
Va col·laborar externament des de 1999 amb la RAE en l'elaboració de la Nova gramàtica de la llengua espanyola que va ser aprovada per les vint-i-dues Acadèmies el 24 de març de 2007 i el Diccionario panhispánico de dudas.
Escollit per a butaca (S) de la RAE el 5 de juliol de 2007, va prendre possessió del mateix el 24 de febrer de 2008 amb un discurs dedicat a la Gramàtica: "Del arte gramatical a la competencia comunicativa", que fou contestat per Ignacio Bosque Muñoz, també un dels que el presentaren junt a Luis Mateo Díez i Francisco Rodríguez Adrados.
Aquest mes de juliol de 2007, va rebre el Premi Asturià del Mes, que li va ser concedit pel diari La Nueva España amb motiu de la seva elecció com a membre de la RAE. En 2008 l'Ajuntament de Bimenes (Astúries) el va nomenar fill predilecte del concejo.
Va ser l'acadèmic responsable de la Nueva gramática básica de la lengua española (2011). També és coautor dels llibres de text de Lengua castellana y Literatura de Batxillerat de l'editorial Anaya. Participà en el Diccionario Biográfico Español de la Reial Acadèmia de la Història per al capítol "E. Alarcos Llorach".
Està especialitzat en sintaxi, semàntica i pragmàtica dels que ha escrit llibres com: Lingüística y semántica. Aproximación funcional (1981), Introducción a la semántica funcional (1989), Estructuras comparativas (1994), Temas, remas, focos, tópicos y comentarios (1997), Principios de sintaxis funcional (1997), La oración y sus funciones (1997), De pragmática y semántica (2002), i Forma y sentido en sintaxis (2002).
Per Acord del Consell de Ministres de 30 de desembre de 2010, va ser designat un dels vuit vocals de la Comissió de modernització del llenguatge jurídic. Va escriure el pròleg Memoria y Vida a l' Homenaje a Emilio Alarcos Llorach
Fou investit Doctor Honoris Causa en octubre de 2012 per la Universitat de Salamanca, ocasió propícia en què Salvador Gutiérrez es va referir a les «terribles» retallades que sofreixen les universitats, la recerca i la cultura del país assegurant que el «pitjor» és que «no s'entrelluca una esperança en l'horitzó». Va afegir en aquella ocasió que les «anomenades retallades» a la docència i a la recerca són «veritables amputacions que afecten els pilars de la societat» i les seves conseqüències no són momentànies, i no es reparen com «la fatiga amb el descans d'una nit ni de moltes nits». Les universitats, va augurar, «desapareixeran» de totes les llistes de classificació, i la puixant vida que posseeix en l'actualitat la recerca trigarà a renéixer, si és que reneix, tant com la dels boscos calcinats. Davant un «país en caiguda lliure», cal parar-se a pensar per proposar alternatives, però també cal denunciar que s'aveïna un «enorme desastre en educació i recerca» deixant clar el seu compromís intel·lectual en defensa de l'Educació, la Universitat, les Humanitats i, en definitiva, la Cultura.
A l'abril de 2015 va ser guardonat amb el Premi Castella i Lleó de les Ciències Socials i Humanitats 2014 per «la seva aportació al coneixement de la llengua espanyola com a element de cohesió social i punt de reunió d'una extraordinària comunitat internacional els llaços de la qual s'enforteixen a través d'una comunicació més intensa i permeten la fraternitat lingüística, a més de per la seva trajectòria docent i acadèmica».
El juny de 2015 va ser l'encarregat de donar el pregó de les festes patronals de Sant Joan i Sant Pere de la ciutat de León amb un emotiu i preciós text on animava a la joventut inquieta i creadora a perseguir els seus somnis i lamentava la fugida i exili forçat al que es veien abocats molts joves per la falta d'oportunitats reclamant majors esforços, especialment a aquells que manegen les regnes des del pescant.
Igual que Leonardo Gómez Torrego, és membre del Consell Assessor de la Fundéu i sempre ha mostrat la seva preocupació per la correcció idiomàtica i el bon ús de la llengua considerant que aquesta és la porta que obre el coneixement a totes les altres disciplines.

## Publicacions
- Lingüística y Semántica. Aproximación funcional, Oviedo,Universidad de Oviedo. 1981.
- Variaciones sobre la atribución, León, Colección Contextos, 1986 (Reed. 1989).
- Introducción a la Semántica Funcional, Madrid, Síntesis. 1989.
- La transposición sintáctica (Problemas), Cuadernos de Lingüística y Didáctica del Español, 10, Logroño. 1991.
- Las odiosas comparaciones, Cuadernos de Lingüística y Didáctica del Español, 13, Logroño. 1992.
- Estructuras comparativas, Madrid, Arco Libros. 1994.
- Estructuras pseudocomparativas, Madrid, Arco Libros. 1994.
- Presentación de la Pragmática, Discurso inaugural del Curso Académico 1996-1997, León, Universidad de León.
- Comentario pragmático de textos publicitarios, Madrid, Arco Libros. 1997.
- Temas, remas, focos, tópicos y comentarios, Madrid, Arco Libros. 1997.
- Principios de sintaxis funcional, Madrid, Arco Libros. 1997.
- La oración y sus funciones, Madrid, Arco Libros. 1997.
- Análisis sintáctico 1, Taller de lenguaje Anaya, Madrid, Anaya. 2002.En colaboración con M. Iglesias y C. Lanero.
- De pragmática y semántica, Madrid, Arco Libros. 2002.
- Forma y sentido en sintaxis, Madrid, Arco Libros. 2002.
- Del arte gramatical a la competencia comunicativa, Discurso de ingreso, Madrid, Real Academia Española. Contestación de Ignacio Bosque.
- Lengua Española, Madrid, Santillana. 1981. En colaboración con E. Alarcos, F. García González, J. Martínez Álvarez, J.A. Martínez García, y B. Rodríguez.
- Lengua Española. Solucionario, Madrid, Santillana. 1983. En colaboración con E. Alarcos, F. García González, J. Martínez Álvarez, J.A. Martínez García, y B. Rodríguez.
- Lengua y literatura, 1º de Bachillerato, Madrid, Anaya. 2002. En colaboración con J. Serrano y J. Hernández
- Lengua y literatura, Recursos didácticos, 1º de Bachillerato, Madrid, Anaya. 2002. En colaboración con J. Serrano y J. Hernández
- Lengua y literatura, 2º de Bachillerato, Madrid, Anaya. 2003. En colaboración con J. Serrano y J. Hernández
- Lengua y literatura, Recursos didácticos, 2º de Bachillerato, Madrid, Anaya. 2003. En colaboración con J. Serrano y J. Hernández
- Lengua y literatura, 1º de Bachillerato, Madrid, Anaya. 2008. En colaboración con J. Serrano y J. Hernández
- Literatura Universal, 1º de Bachillerato, Madrid, Anaya. 2008. En colaboración con J. Serrano y J. Hernández
- Lengua y literatura, 2º de Bachillerato, Madrid, Anaya. 2009. En colaboración con J. Serrano y J. Hernández.
- Lengua española, 1º de ESO, Madrid, Anaya. 2010.En colaboración con J. Serrano y D. Pérez.
- Lengua española, 3º de ESO, Madrid, Anaya. 2010. En colaboración con J. Serrano, D. Pérez y J. Hernández.